# 希舍姆
希舍姆（Heysham i/ˈhiːʃəm/ HEE-shəm）是位于英国兰开夏莫克姆湾旁的一个城镇，它是一个港口城镇，希舍姆港（Heysham Port）位于此地，有前往曼岛和爱尔兰的航线。当地有两座核电站。行政上，希舍姆归蘭卡斯特市管理，人口在1.5万左右。M6高速公路连通外界。